# 2006年加沙危机
2006年加沙危机又稱為夏雨行動，是以色列为解救被巴勒斯坦武装组织绑架的以军士兵而先后展开名为夏雨行动和秋云行动的大规模军事行动。

## 全面封锁黎巴嫩
2006年7月13日上午，以军下达“陆海空封锁黎巴嫩”的命令，黎巴嫩唯一的国际机场贝鲁特－拉菲克·哈里里国际机场遭到狂轟猛炸，机场关闭，部分客机只能转飞塞浦路斯。同时，以色列海军管控进出黎巴嫩的船只，海上封锁了黎巴嫩。
陸地方面，黎南部的17座桥梁、多条公路以及水厂、电厂等民用设施都遭到以色列军队的轰炸。 
黎巴嫩真主党于7月13日凌晨对以色列北部城市纳哈里亚使用60枚“喀秋莎”火箭进行轰击。

## 以色列的目的
以色列武装部队总参谋长哈卢茨7月29日接受采访时说：以色列军队发动夏雨行动不是为了摧毁真主党，更不是为了铲除真主党总书记哈桑·纳斯鲁拉，主要目的有三：
1. 彻底落实联合国安理会通过的1559号决议
2. 使被真主党抓走的两名以色列士兵获释
3. 获得有关以色列飞行员罗恩·阿拉德的信息